# Тодор Кавалджієв
Тодор Колев Кавалджієв (болг. Тодор Колев Кавалджиев; 26 січня 1934, Главан — 6 лютого 2019) — болгарський економіст, політик і 3-й віцепрезидент Болгарії з 22 січня 1997 до 22 січня 2002.
Був одружений із Філаретою Кавалджієвою (1939), також економісткою. У них є дочка, народжена 1978 року.